# Adsteeg
De Adsteeg is een straatnaam en een heuvel in het Heuvelland gelegen in de gemeente Beek in het zuiden van de Nederlandse provincie Limburg. De Adsteeg loopt vanuit Beek richting Kelmond en Klein Genhout.

## Wielrennen
De helling is meermaals opgenomen in de wielerklassieker Amstel Gold Race en maakt anno 2023 nog steeds onderdeel uit van het parcours. De klim wordt dan eenmaal bedwongen, als tweede klim na de Maasberg in Elsloo en voor de Lange Raarberg.
De Adsteeg heeft in een ver verleden en in 2012 deel uitgemaakt van het wereldkampioenschap wielrennen. Ook was de Adsteeg in de jaren 50 meerdere malen deel van het parcours voor het Nederlands Kampioenschap Wielrennen op de weg. Ook in 2010 lag de finish van het NK op de weg op de Adsteeg.